# مكنسة (علم الأحياء)

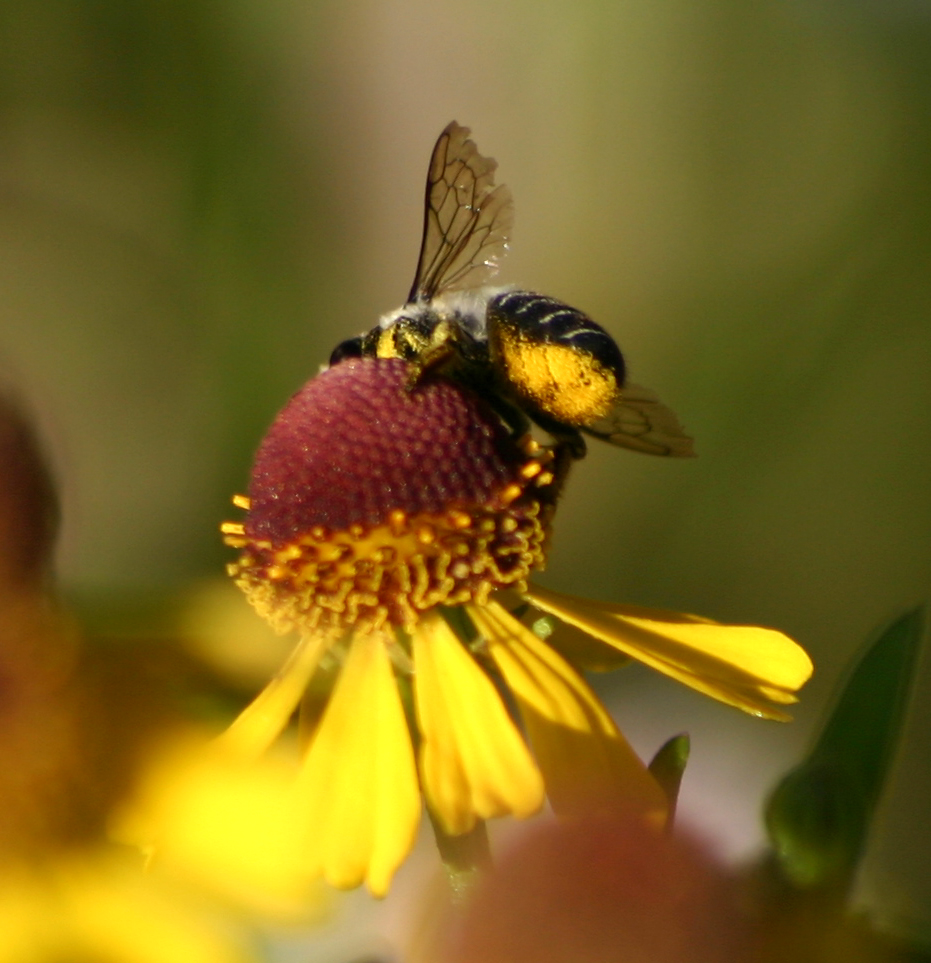
مكنسة البطن للنحل القارض على زهرة من الفصيلة النجميلة

المِكنسة اسم يُطلق على أي فرشاة أو مكنسة أم خصلة من الشعر على جسم النحلة غير الطفيلية التي تشكل جهازًا يحمل حبوب اللقاح. المكنسة في معظم أنواع النحل كتلةٌ كثيفة من الشعر الممدود والمتفرع في كثير من الأحيان (أو الهلبات) على الساق الخلفية.